# EN 80601-2-56
Die EN ISO 80601-2-56 mit dem Titel „Teil 2-56: Besondere Festlegungen für die Sicherheit einschließlich der wesentlichen Leistungsmerkmale von medizinischen Thermometern zum Messen der Körpertemperatur“ ist Teil der Normenreihe EN 60601 (die EN-60601 Reihe wird aktuell in die EN-80601-Reihe überführt).
Herausgeber der DIN-Norm DIN EN ISO 80601-2-56 ist das Deutsche Institut für Normung.
Die Norm basiert auf der internationalen Fassung IEC 62D/613/CD:2007. Im Rahmen des VDE-Normenwerks ist die Norm als VDE 0750-256 klassifiziert, siehe DIN-VDE-Normen Teil 7.
Diese Ergänzungsnorm regelt allgemeine Festlegungen für die Sicherheit, Prüfungen und Richtlinien von medizinischen Thermometern zum Messen der Körpertemperatur. Zweck ist es, Merkmale der Basissicherheit, die wesentlichen Leistungsmerkmale sowie Prüfungen zu beschreiben und zusätzlich Anleitungen für ihre Anwendung zu geben.

## Gültigkeit
- Die endgültige Version der Norm ist korrespondierend mit der 3. Ausgabe der DIN EN 60601-1 anzuwenden.
- Einsprüche konnten bis 31. Juli 2008 vorgenommen werden.

## Anwendungsbereich
Die vorliegende Internationale Norm spezifiziert allgemeine, metrologische und technische Anforderungen an elektrische medizinische Thermometer. Diese Internationale Norm gilt für alle elektrischen medizinischen Thermometer, die für die Messung der Körpertemperatur von Patienten verwendet werden.
Die medizinischen Thermometer können mit Schnittstellen zum Einbinden von Sekundäranzeigen, Druckgeräten und anderen Zusatzgeräten ausgestattet werden und somit ME-Systeme bilden. Diese Internationale Norm gilt nicht für derartiges Zubehör. ME-Geräte, die eine Temperatur nicht als Primäraufgabe, sondern als Sekundärfunktion messen, liegen außerhalb des Anwendungsbereiches dieser Internationalen Norm (z. B.: Swan-Ganz-Thermodilutionsbestimmung des Herzminutenvolumens).
Die Anforderungen an ME-Geräte, die für das nicht-invasive Fieber(temperatur)-Screening von Menschengruppen oder Einzelpersonen unter Innenraum-Umgebungsbedingungen eingesetzt werden sollen, sind in EN 80601-2-59 (z. Z. Entwurf) angegeben.
Geräte, die sich aus der vorgesehenen physiologischen Wirkungsweise von ME-Geräten oder ME-Systemen im Anwendungsbereich dieser Norm ergeben, sind nicht durch besondere Anforderungen in dieser Norm erfasst.

## Zusatzinformation
- Diese Norm ist neu und hat keine Vorgängernorm.
- Der Normentwurf EN 60601-2-56 (Fiebermessen mit Wärmebildkameras) wird unter der Nummer EN 80801-2-59 weiter entwickelt.
- Die Norm befindet sich noch im Entwurfstadium.

Folgende geänderte Anforderungen sind in der EN 80601-2-56 enthalten (Auszug):
- Genauigkeit der Anzeigen und Schutz vor gefährlichen Ausgangswerten
- Laborleistungsanforderungen
- Validierung der klinischen Messgenauigkeit